# 안토니오 디 나탈레
안토니오 디 나탈레(이탈리아어: Antonio Di Natale, 1977년 10월 13일, 이탈리아 나폴리 ~ )는 이탈리아의 전 축구 선수이다.

## 개인사
토토(Totò)라고도 알려진 디 나탈레는 1977년 10월 13일 나폴리에서 화가였던 살바토레와 조반나 사이에서 태어났다. 는 두 형제 파올로와 카르미네, 두 자매 미켈라와 안나가 있다. 그가 엠폴리에서 뛰던 19살때 디 나탈레는 미래에 부인이 될 일레니아 베티( Ilenia Betti)를 만나고 2002년 6월 15일에 결혼한다. 부부는 두 아들 필리포와 딜레타를 가졌다. 2010년 8월에 그는 이탈리아 축구계의 거인 유벤투스로의 이적을 거부했다. 그 이유는 그의 아이들이 우디네세에서 자라고 있었고 그곳에서의 생활을 즐기고 있었기 때문이다.
디 나탈레는 2012년 4월 14일에 갑작스런 심장마비로 리보르노에서 임대중에 사망한 우디네세의 팀 동료 피에르마리오 모로시니의 누이의 경제 문제를 책임지고 있다. 모로시니의 죽음으로 그의 누이는 아무도 아는 이가 없었기 때문이다.

## 선수 경력
나폴리에서 태어났음에도, 안토니오 디 나탈레는 축구를 위해 북쪽으로 이사를 갔고 엠폴리 유스 팀에 입단하였다. 엠폴리에서 뛰는 동안, 세 차례 임대를 갔고 그 중에 1998-1999 시즌 비아레조에서 25경기에 출전하여 12골을 기록했다. 그는 친정팀으로 돌아왔고, 그는 마침내 1군 명단에 돌파구를 만들었고 그가 선수단에 필요한 선수임을 각인시켰다. 그는 세리에 B 1999-2000 시즌 25경기에 출전하여 9골을 넣었고 해당 시즌 엠폴리는 9위로 마감했다.
엠폴리는 승점 67점으로 리그에서 4위를 기록하여 2002년 세리에 A로 승격했다. 그들은 60골을 기록하여 그 시즌에서 리그에서 가장 많은 득점 하였고, 디 나탈레는 그중 16골을 기록하여 팀내 최다득점자였다. 엠폴리의 첫 1부리그 복귀 시즌에, 디 나탈레는 리그에서 13골을 기록하며 팀의 강등권 싸움을 도왔다. 13골 득점중에는 2002년 11월 17일에 열린 레지나 상대로 4:2로 승리할 때 기록한 헤트트릭이 포함되어있다.
세리에 A에서 두 시즌이 지난 2003-2004 시즌에 엠폴리는 세리에 B로 강등됐다.

### 우디네세
엠폴리가 세리에 B로 강등된후, 디 나탈레는 세리에 A 2004-05 시즌에 우디네세로 이적하였다. 우디네에서, 디 나탈레는 공격진에서 빈첸초 이아퀸타, 다비드 디 미켈레와 함께 우디네세를 4위로 이끌어 다음 시즌 챔피언스 리그 출전권을 얻어냈다. 디 나탈레의 우디네세에서의 데뷔시즌에서는 33경기에 출전하여 7골을 기록했다.
세리에 A 2007-08 시즌에, 디 나탈레는 리그에서 17골을 넣었다. 리그 4번째 경기에서 레지나를 상대로 멋진 두 골을 넣었다. 경기 시작 5분만에 득점을 했고 63 야드에서 그의 주발이 아닌 발로 발리슛으로 득점을 해냈다. 파비오 콸리아렐라와 공격진에서 투톱을 형성하여 팀의 공격의 핵심이 되었다. 2007년 디 나탈레는 우디네세의 주장이 되었고 2012년 6월 30일까지 연장 계약을 하였다.

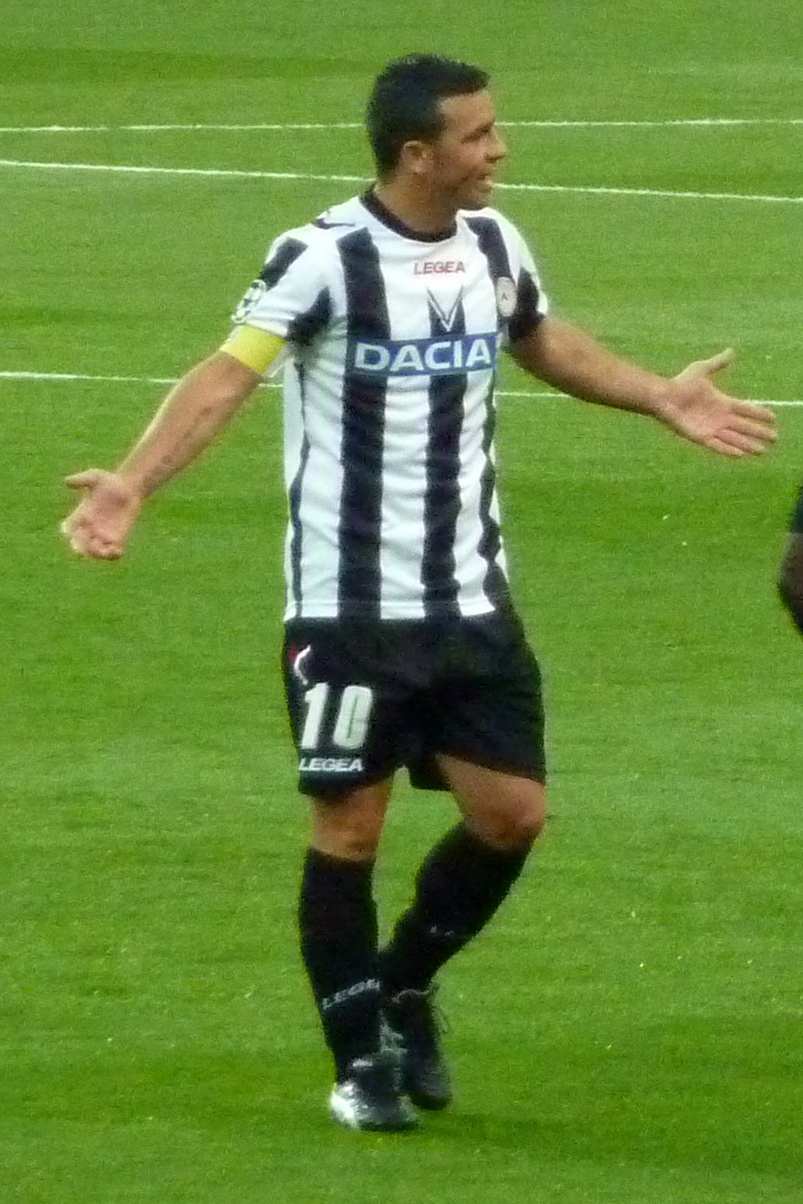
2011년 우디네세에서 뛰는 디 나탈레

2010년 5월 디 나탈레는 세리에 A에서 그 시즌 우디네세의 전체 골의 54%에 해당하는 29골을 넣으며 최고의 시즌을 보냈다. 그는 올리버 비어호프가 갖고 있던 우디네세 소속 한 시즌 최다 골인 28골 기록을 넘기도 했다. 2010년 5월 9일 바리를 상대로 한 경기에서 디 나탈레는 세리에 A 개인 통산 100골을 넘겼다. 그의 활약에, 디 나탈레는 그 시즌 올해의 이탈리아 선수에 선정됐고 그 시즌 세리에 A 최다 득점자가 됐다.

### 국가대표팀 경력
디 나탈레는 32살의 나이로 유로 2008을 통해 첫 메이저 대회에 출전했다. 하지만 이탈리아는 형편없는 모습을 보인 끝에 8강에서 스페인한테 패하면서 탈락했다. 특히 디 나탈레는 스페인과의 승부차기에서 팀의 네번째 키커로 나섰지만 실축하면서 체면을 구겼다. 다음 2010년 FIFA 월드컵에서도 노쇠화와 빈공 끝에 조별리그에서 탈락했지만, 슬로바키아와의 최종전에서 득점을 기록하면서 체면치레를 했다. 그리고 다음 유로 2012 대회에는 스페인과의 첫 경기에서 발로텔리와 교체투입됐고, 투입된지 5분만에 상대 골키퍼 카시야스를 넘기면서 선제 득점을 기록했고, 팀은 1대 1 무승부를 거뒀다. 그 외에도 주로 교체로 나갔으나, 스페인과의 결승전에서는 무기력한 모습을 보이면서 팀은 4대 0으로 참패했다.

## 수상
이탈리아
- UEFA 유로 2012 준우승

개인
- 세리에 A 득점왕 : 2009-10, 2010-11
- 세리에 A 올해의 팀 : 2010-11, 2011-12, 2012-13
- 올해의 이탈리아 축구선수 : 2010